# Газ щільних колекторів

Ілюстрація газу у щільних пластах порівняно з іншими типами газових родовищ.

Газ щільних колекторів (газ щільних порід, газ ущільнених пісковиків, газ центрально-басейнового типу) (англ. Tight gas) — природний газ, що знаходиться у надзвичайно низькопроникних (щільних) колекторах (зазвичай — у вапняках або пісковиках), проникність яких менше 0.1 мД. Для його видобування використовують свердловини з горизонтальними, похило-скерованими або багатовибійними стовбурами, а також гідравлічний розрив порід.
Газ у щільних пластах — це природний газ, що видобувається з порід-колекторів з такою низькою проникністю, що для видобутку свердловини з економічною продуктивністю необхідний масштабний гідравлічний розрив. Цей природний газ утримується в породах з дуже низькою проникністю, іншими словами, вони запечатані в дуже непроникних і твердих породах, що робить їх утворення «герметичним». Ці водонепроникні резервуари, які виробляють сухий природний газ, також називають «щільними пісковиками». Поклади газу в щільних кольорах зазвичай визначаються як такі, що мають проникність матриці менше 0,1 мілідарсі (мД) і пористість матриці менше десяти відсотків. Незважаючи на те, що сланці мають низьку проникність і низьку ефективну пористість, сланцевий газ зазвичай розглядається окремо від газу в щільних пластах, який міститься найчастіше в пісковику, але іноді у вапняку. Газ у щільних герметиках вважається нетрадиційним джерелом природного газу. Але вони набагато старші за звичайний газ. Газ у щільних пластах утворився 248 мільйонів років тому в палеозойських формаціях. Цементація та перекристалізація змінили звичайний запас газу, що зменшило проникність гірської породи, і природний газ був захоплений у цих гірських утвореннях. Горизонтальне та спрямоване буріння використовується для видобутку газових покладів у щільних пластах, коли вони простягаються вздовж пласта, що, у свою чергу, дозволяє більше природного газу надходити в свердловину, яку викопали. Для доступу до газу можна пробурити численні свердловини. Гідравлічний розрив пласта є одним із основних методів доступу до газу, який вимагає розбиття гірських порід у пласті шляхом закачування фрекінгових рідин у свердловини. Це збільшує проникність і дозволяє газу легко текти, звільняючи його з пастки. Після цього деквідація використовується для допомоги в екстракції.